# Laura Rozalén
Laura Rozalén (Valencia, 11 luglio 1994) è un'attrice, ballerina e modella spagnola, nota per aver interpretato il ruolo di Elvira Valverde nella soap Una vita (Acacias 38).

## Biografia
Laura Rozalén è nata l'11 luglio 1994 a Valencia (Spagna), fin da piccola ha mostrato un'inclinazione per la recitazione e per la danza.

## Carriera
Laura Rozalén ha iniziato i suoi studi d'arte drammatica presso la scuola di Valencia, combinandola con i suoi studi di pubbliche relazioni. Nel 2014 si è trasferita a Madrid dove ha proseguito la sua formazione come attrice in scuole come Cristina Rota e Corazza. Nel 2013 ha recitato nel cortometraggio El hogar rojo diretto da Mar Babuglia.
La sua prima apparizione in televisione è stata nel 2014 nella serie di TVE Isabel, dove ha interpretato una signora di Juana la Loca. Nello stesso anno ha recitato il ruolo di Elena Sanders nel cortometraggio The Solitude scritto e diretto da Roberto Bueno.
Nel 2015 ha ottenuto la laurea in pubblicità e pubbliche relazioni presso l'Università CEU Cardenal Herrera. Nello stesso anno ha recitato nel cortometraggio Café Negro diretto da Hector Herce. Nel 2016 ha recitato nei film Ergo diretto da Hernán Pérez e in The Solitude diretto da Roberto B. Juristo (nel ruolo di Elena Sanders). Nello stesso anno ha recitato nella miniserie Esclavas.
Dal 2016 al 2018 è stata scelta da TVE per recitare nella soap opera in onda su La 1 Una vita (Acacias 38) il ruolo di Elvira Valverde, la figlia del colonnello Arturo Valverde, interpretato da Manuel Regueiro e dove ha avuto una storia d'amore con il maggiordomo Simón Gayarre, interpretato da Jordi Coll.
Nel 2018 dopo aver finito la sua interpretazione in Una vita (Acacias 38), si trasferisce a New York per continuare la sua formazione presso il Susan Batson Studio. Successivamente, dopo essere tornata a Madrid è entrata a far parte della commedia teatrale Escoria scritto e diretto da Juan Frendsa. Allo stesso tempo, ha continuato a lavorare con alcuni professionisti come Fernando Soto, Alberto Velasco e Fernando Franco. Nello stesso anno entra a far parte anche del cast dello spettacolo teatrale Barcelona 92 scritto e diretto da Emmanuel Medina, con il quale, oltre a Madrid, si è esibita in città come Cáceres e Valencia.
Nel 2019 ha recitato nel cortometraggio Bares, Todo a medias scritto e diretto da Carlos Mures. Nello stesso anno ha partecipato al video musicale I'm not human at all di Ivan Sokolov. Sempre nel 2019 ha ricoperto il ruolo di Elena Sanders nel cortometraggio The Solitude: The Broken Memories diretto da Roberto B. Juristo.
Nel 2020 ha recitato nel cortometraggio Cassette diretto da Javier de Juan. Nello stesso anno ha interpretato il ruolo di Laura nel cortometraggio Romance diretto da Álvaro de Miguel e prodotto da Malaeva Creación Escénica.
Nel 2020 ha interpretato il ruolo di Carla nella serie Servir y proteger. L'anno successivo, nel 2021, ha scritto e recitato nell'opera teatrale Por Favor, no me plantes diretto da Emmanuel Medina e prodotto da Malaeva Scenic Creation per Microteatro Por Dinero. Nello stesso anno ha recitato nel cortometraggio Ocaso diretto da Sara Santacruz. Sempre nel 2021 ha recitato nella serie PornoXplotación e ha partecipato al video musicale El día menos pensado di Beret.
Nel 2022 ha recitato nel film Lugares a los que nunca hemos ido diretto da Roberto Pérez Toledo. Nello stesso anno ha recitato nel cortometraggio Flores para Concha diretto da Mabel Lozano. Sempre nel 2022 ha recitato nelle serie Hasta el cielo e in Red Flags.

## Filmografia

### Cinema
- Ergo, regia di Hernán Pérez (2016)
- The Solitude, regia di Roberto B. Juristo (2016)
- Lugares a los que nunca hemos ido, regia di Roberto Pérez Toledo (2022)

### Televisione
- Isabel – serie TV, 1 episodio (2014)
- Esclavas – miniserie TV, 1 episodio (2016)
- Una vita (Acacias 38) – soap opera, 180 episodi (2016-2018) – Elvira Valverde
- Servir y proteger – serie TV, 7 episodi (2020) – Carla
- PornoXplotación – serie TV (2021)
- Hasta el cielo – serie TV (2022)
- Red Flags – serie TV, 8 episodi (2022)

### Cortometraggi
- El hogar rojo, regia di Mar Babuglia (2013)
- The Solitude, scritto e diretto da Roberto Bueno (2014) – Elena Sanders
- Café Negro, regia di Hector Herce (2015)
- Bares, Todo a medias, scritto e diretto da Carlos Mures (2019)
- The Solitude: The Broken Memories, regia di Roberto B. Juristo (2019) – Elena Sanders
- Cassette, regia di Javier de Juan (2020)
- Romance, regia di Álvaro de Miguel, prodotto da Malaeva Creación Escénica (2020) – Laura
- Ocaso, regia di Sara Santacruz (2021)
- Flores para Concha, regia di Mabel Lozano (2022)

### Video musicali
- I'm not human at all di Ivan Sokolov (2019)
- El día menos pensado di Beret (2021)

## Teatro
- Escoria, scritto e diretto da Juan Frendsa (2018)
- Barcelona 92, scritto e diretto da Emmanuel Medina, prodotto da Malaeva Creación Escénica (2018-2019)
- Por favor, no me plantes, scritto da Laura Rozalén, diretto da Emmanuel Medina, prodotto da Malaeva Creación Escénica (2021)

## Doppiatrici italiane
Nelle versioni in italiano dei suoi film e delle sue serie TV, Laura Rozalén è stata doppiata da:
- Elisa Giorgio[25] in Una vita[26]